# Deutsche Albumcharts
Die Deutschen Albumcharts (zurzeit Album Top 100) sind wöchentliche Musikcharts für Deutschland, die aktuell von GfK Entertainment ermittelt werden. Neben den durch dieses Marktforschungsunternehmen ermittelten Top-100-Charts für Alben werden auch nach Musikstilen und Vertriebsform aufgeschlüsselte sogenannte Repertoire-Charts angeboten. Die Erhebung erfolgt im Auftrag des Bundesverbands der Musikindustrie (BVMI) (bis 2007: Bundesverband der Phonographischen Wirtschaft) und wird vom Unternehmen GfK Entertainment durchgeführt. Die GfK Entertainment trägt auch die Veröffentlichungsrechte und vermarktet diese.

## Geschichte und Entwicklungen
Albumcharts gibt es in Deutschland seit dem 15. Juli 1962. Der erste Nummer-eins-Erfolg in der Musikmarkt-Hitparade war ab Juli 1962 das Soundtrackalbum My Fair Lady – Deutsche Originalaufnahme mit den Protagonisten Karin Hübner oder auch Paul Hubschmid. Publiziert wurden die Albumcharts zunächst wie die Singlecharts in der Zeitschrift Musikmarkt. Die Hitliste wurde konsequent jeden Monat immer am 15. veröffentlicht. Am 15. Dezember 1976 fand eine Änderung hinsichtlich des Zeitraumes der Chartveröffentlichungen statt. Die Albumcharts wurden fortan zweimal monatlich am 1. und am 15 publiziert. Die Ermittlung der deutschen Musikcharts wurde ab September 1977 auf die Firma Media Control übertragen. Ab dem 4. September 1978 stellte Media Control auf eine wöchentliche Erscheinungsweise ihrer Album Top 50 um (immer montags). Bis zum 5. Januar 1980 verfügten die Albumcharts über 50 Platzierungen. Ab dem 6. Januar 1980 verfügten die Albumcharts über mindestens 65 Plätze, die Anzahl der Plätze schwankte in den Folgejahren zwischen 65 und 100. Erst seit dem 3. August 1992 wurde auf den stetigen und heute noch gültigen Umfang von 100 Plätzen erweitert.
Zwischen 1984 und 2007 gab es Jahrgänge, in denen zwischen den Jahren keine Chartausgaben veröffentlicht wurden.
Seit Januar 2001 werden Verkäufe von Online-Anbietern und seit Juli 2002 auch Musikvideos in die Berechnung der Album Top 100 miteinberechnet. 2003 stieg die Gesellschaft für Konsumforschung (GfK) mit in die Chartermittlung ein, es entstand media control GfK International (2013 übernahm die GfK vollständig die Charterstellung).
Bis September 2005 wurde jeweils die Verkaufswoche von Montag bis Sonntag ausgewertet. Dann wurde der Termin für Neuveröffentlichungen auf den Freitag vorgezogen, um Neuerscheinungen zu Beginn des umsatzstarken Wochenendes auf dem Markt zu haben. Entsprechend wurde der Auswertungszeitraum der Charts auf Freitag bis Donnerstag verschoben. Das offizielle Datum der Charts ist seitdem nicht mehr Montag, sondern Freitag.
Seit dem 13. Juli 2007 wurden die Auswertungen auf sogenannte „Wertecharts“ umgestellt. Für die Chartplatzierung ist nicht mehr wie bisher die Anzahl verkaufter Tonträger beziehungsweise Downloads ausschlaggebend, sondern der von einem Produkt erzielte Umsatz. An der Chartspitze steht also nicht notwendigerweise das am häufigsten verkaufte Album, sondern dasjenige, für das am meisten Geld ausgegeben wurde. Damit verringert sich die Abhängigkeit von Sonderangeboten und Aktionen der großen Handelsketten und Online-Anbietern. Die Abkehr von den Verkaufszahlen zur Festlegung der Hitparadennotierung ist weltweit einzigartig. Dazu wurde für die Singlecharts die Voraussetzung gestrichen, dass Singles für eine Aufnahme in die Charts auch als physisches Produkte veröffentlicht werden mussten, es werden also auch sogenannte „Digital-Only-Releases“ erfasst. Diese Umstellung hatte ab 2009 ebenfalls Einfluss auf die Albumcharts, wo fortan auch Downloads in die Wertung einflossen. Wie bei den Singles gab es ab diesem Zeitpunkt separate Download-Charts für Alben.
Nachdem das Musikstreaming 2013 seinen Durchbruch feierte und von Billboard auch in die Billboard-Charts eingerechnet wurde, wurde es zum 3. Januar 2014 auch in die Berechnung der Singlecharts in Deutschland einbezogen. In den Albumcharts finden Streamings erst seit der Chartwoche vom 5. Februar 2016 ihre Berücksichtigung. In den Top-100-Charts werden – anders als in den Streaming-Charts – nur Premium-Streams gewertet, also Liedabrufe, für die der Kunde einzeln oder per Flatrate direkt zahlt. Werbefinanzierte Plattformen wie YouTube werden nicht berücksichtigt.

## Chartdatum
Anders als in manchen anderen Ländern war das offizielle Datum der deutschen Charts bis Anfang Mai 2015 nicht mit dem Zeitraum identisch, in dem die Verkäufe der Alben und Lieder ausgewertet wurden. Bis 2005 endete der Erfassungszeitraum am Sonntag und die Charts wurden genau acht Tage später am Montag veröffentlicht. Es lag also eine weitere komplette Verkaufswoche zwischen Auswertung und Gültigkeitsdatum der Charts. Dies war früher dadurch bedingt, dass Datenerfassung per Post und Telefon und die Chartberechnung entsprechend viel Zeit in Anspruch nahmen. Durch die Entwicklung der elektronischen Datenverarbeitung und -übertragung wurden immer schnellere und genauere Auswertungen möglich, an die das offizielle Datum aber bis 2015 nicht angepasst wurde. 2005 wurde der Erfassungszeitraum auf Freitag bis Donnerstag vorgezogen, das offizielle Chartdatum ist seitdem immer ein Freitag. Seit Mai 2015 ist die Chartermittlung bereits am Freitag direkt nach dem Ende des Erfassungszeitraums abgeschlossen. An diesem Tag werden um 16:00 Uhr die ersten fünf Platzierungen der Charts auf offiziellecharts.de bekanntgegeben, am folgenden Montag weitere fünf Platzierungen und am Mittwoch, fünf Tage nach Ende der Erfassung, die restlichen Platzierungen. Weiterhin ist die Bezahlschranke des Musikarchivs weggefallen. Der Musikindustrie und Partnern werden diese Daten gegen Bezahlung bereits am Freitag komplett zur Verfügung gestellt. So lassen sich beispielsweise auf der Website von MTV Germany bereits freitags die gesamten Single Top 100 abrufen.

## Grundlagen der Chartermittlung

### Chart-Panel
Zurzeit umfasst das Portfolio rund 2.500 Anbieter, die eine für die Chartermittlung hinreichende Meldung abgeben können. Neben dem Einzelhandel oder Onlineanbietern, können auch spezielle Vertriebsformen (Download, Großhandel, Streaming oder auch Teleshopping) ihre Berücksichtigung finden, wenn sie den Direktverkauf am Endkunden statistisch erfassen und melden können. Für Repertoire-Charts – wie die Jazz- oder Schlagercharts – sind auch „Spezialgeschäfte“ beziehungsweise „Genre-Server“ qualifiziert, wenn diese das betreffende Segment statistisch repräsentativ abbilden. Über die Teilnahme am Panel entscheiden Prüfungsbeauftragte. Für alle Vertriebswege gelten folgende Kriterien:
- Es muss sich um einen Direktvertrieb handeln oder der Endverbraucher zahlt für den Musikzugang wie bei Streaming-Anbietern. Bei Downloads müssen die Endverbraucher deutsche Postadressen haben.
- Der Anbieter muss Einzelhändler sein, dessen Geschäftszweck der Vertrieb an Endverbraucher ist.
- Das Bild- und Tonträgerangebot muss permanent sein.
- Die „Repertoirebreite“ muss repräsentabel sein und Neuheiten führen.
- Es muss eine signifikante Menge an Verkäufen in einem angemessenen Zeitraum gemeldet werden. Die GfK Entertainment setzt hierzu entsprechende Verkaufswerte fest und überwacht deren Einhaltung. Bei mehrfach wiederholten Unterschreiten der Verkaufswerte können Händler vom Chart-Panel ausgeschlossen werden.
- Die Verkaufsmeldungen müssen nachzuvollziehen sein.[14]

### Datenerfassung
Die Datenerfassung erfolgt durch IT-gestützte Kassenterminals. Bei herkömmlichen Bild- und Tonträgerverkäufen handelt es sich um Kassenmeldungen mit Bonnummer, Datum und Uhrzeit. Bei Online-Musikdiensten müssen zusätzlich die E-Mail-Adresse sowie die Kontonummer oder eine entsprechende Information mitgesendet werden. Pro E-Mail-Adresse oder Kontonummer wird ein Album maximal einmal gezählt. Die Kassenterminals registrieren bei jedem verkauften Produkt die Katalognummer (in der Regel den sogenannten EAN- oder UPC-Code), die Stückzahl, den Bruttoverkaufspreis sowie das Kaufdatum mit Uhrzeit. Die Kassenterminals sind mit der Arbeitsstation des „PHONONET-Systems“ bei den Anbietern verbunden. PHONONET ist ein im Jahr 1991 gegründeter Dienstleister der Deutschen Musik- und Filmindustrie, der unter anderem einen kompletten eMedia-Katalog, inklusive Produktabbildungen, Sound- und Videosamples zur Online-Recherche anbietet und den Datenaustausch zwischen Handel und Industrie (Bestell-, Liefer- oder auch Rechnungsdaten) gestaltet und betreibt. Die bei den Händlern gespeicherten Datenansammlung werden täglich verschlüsselt an die GfK weitergeleitet. Die Verschlüsselung soll eine weitere Verwendung der Daten verhindern. Einzige Ausnahme stellt die Feststellung, ob zwei Daten identisch sind. Die GfK archiviert die Auslieferungsdaten über einen längeren Zeitraum und überprüft Mehrfachbestellungen anhand ihrer Daten im Archiv ab, gemeldeten Verkäufe werden um nicht zur Chartermittlung qualifizierte Produkte eliminiert. Produkte, die aufgrund von sehr starken Ähnlichkeiten additionsfähig sind, werden zusammengefasst. Das IT-System kann qualifizierte Produkte authentifizieren, indem es die Katalognummer als Indikator mit einer von PHONONET betriebenen Artikelstammdatenbank vergleicht. Die Datenbank von PHONONET enthält Informationen wie den Künstlernamen, Albumtitel, Musikverlag oder auch des Musiklabels. Legt eine Vertriebsfirma keinen „PHONONET-Artikelstamm“ an, muss eine vergleichbare individuelle Anmeldung bei der GfK erfolgen. Individuelle Anmeldung müssen spätestens eine Woche vor Publikation eingereicht werden. Im Zeitraum, in dem sich ein Produkt in den Charts aufhält, ist eine Abmeldung dessen nicht möglich.

### Datenverarbeitung
Im ersten Schritt der Datenverarbeitung übernimmt das IT-System der GfK die täglichen Absatzdaten der meldenden Händler. Die verkaufte Menge wird pro Transaktion mit dem Bruttoverkaufspreis zum Verkaufswert multipliziert. Zunächst werden nicht qualifizierte Verkäufe eliminiert und additionsfähige Produkte zusammengezählt. Pro Transaktion gilt eine Obergrenze von 40 Euro, um die Repräsentativität aufgrund von einzelnen überdurchschnittlich hochpreisigen nicht zu gefährden.
Musikstreams werden ebenfalls bei der Chartermittlung berücksichtigt. Im Gegensatz zu den Download-Charts fließen in die offiziellen Album Top 100 nur sogenannte „Premium-Streams“ ein (Endverbraucher zahlen für den Musik-Zugang). Werbefinanzierte oder „nicht-interaktive“ Musikstreams, bei denen der Endverbraucher das Lied oder die Wiedergabeliste nicht selbst auswählt beziehungsweise gestaltet, bleiben unberücksichtigt. Darüber hinaus werden nur Streams ab einer Abspieldauer von 31 Sekunden gewertet. Der Streaming-Wert ergibt sich aus folgender Rechnung, die halbjährlich überprüft wird: Anzahl Premium-Konten × Durchschnittswert eines Premium-Abos ÷ Anzahl getätigter Streams durch Premium-Nutzer.
Die Verkaufswerte einer jeden Verkaufswoche werden schließlich pro Album zusammengezählt, aus denen ein Promille-Anteil am Gesamtergebnis berechnet wird. Dieser dient als Kriterium für die Chart-Rangfolge. Berücksichtigt werden Verkäufe ab dem für den jeweiligen Titel im PHONONET-Artikelstamm hinterlegten Veröffentlichungsdatum („Street Date“). Eine Änderung dieses Datums muss spätestens eine Woche vor der zuvor geplanten Veröffentlichung erfolgen. Geht die Meldung zu spät ein, gilt für Erste das ursprüngliche Veröffentlichungsdatum.

### Kontrolle
Die Kontrolle der Chartermittlung erfolgt in regelmäßigen Abständen durch Prüfungsbeauftragte vom Verband (BVMI) in Baden-Baden. Diese teilen dem Chart- und Marketingausschuss ihre Ergebnisse mit, der unter Umständen weitere Entscheidungen trifft. Bei Unstimmigkeiten, deren Lösungsansatz nicht aus der Systembeschreibung zu entnehmen sind, erfolgt innerhalb von 48 Stunden eine Abstimmung der Prüfungsbeauftragten. Die Abstimmung erfolgt nach einfacher Stimmenmehrheit, bei Gleichstand entscheidet die Stimme des BVMI. Bei einer Abstimmung müssen mindestens drei Stimmen eingehen, andernfalls ist diese zu wiederholen. Das Abstimmungsergebnis wird der GfK, den jeweiligen Interessenten und den Prüfungsbeauftragten bekanntgegeben. Die BVMI selbst unterscheidet in drei verschiedene Kontrollverfahren.
Allgemeine Kontrolle
Die Verkaufsmeldungen werden vor ihrer Verwertung durch ein mehrstufiges Kontrollverfahren überprüft. Dazu gehören neben dem zeitlichen Verlauf der Produktverkäufe pro Tag und Woche die Mehrfachverkäufe eines Produkts innerhalb eines Registriervorgang. Große Differenzen im Bezug auf die Summen der durchschnittlichen Verkäufe führen gleichermaßen zu Überprüfungen. Die Verkaufsverläufe werden nach Händlern und Produkt verglichen sowie nach Datenkonstellationen durchsucht, die fehlerhaft, unlogisch oder unwahrscheinlich sein könnten. Somit sollen Erfassungsfehler erkannt und ausgeschlossen werden.
Händlerbezogene Kontrolle
Die Verkäufe eines jeden Händlers werden mit der individuellen Obergrenze der Albumverkäufe verglichen, diese ergeben sich aus dem tatsächlich gemeldeten Volumen des jeweiligen Händlers. Sowie eine bestimmte Toleranzgrenze überschritten wird, wird die betreffende Verkaufsmeldung dementsprechend angepasst.
Titelbezogene Kontrolle
Nach Eingehen aller Verkaufsmeldungen werden die Verkaufssummen jedes Albums ermittelt und der durchschnittliche Absatz aller Produkte pro Händler errechnet. Abweichungen des Verkaufs vom Mittelwert werden für jeden Händler individuell in einem Prüfungsprotokoll ausgewiesen. Übersteigen die Abweichungen eine gewissen Grenze, wird die jeweilige Meldung geprüft und gegebenenfalls angepasst. Erkennbare Unregelmäßigkeiten führen zu weiteren Kontrollen. Musikalben, deren Vertrieb auf unlauterer Beeinflussung basieren, sind nicht zur Chartermittlung qualifiziert. Das gilt unter anderem für massierte Käufe und Nutzungen unter Einsatz technischer Hilfsmittel.

### Stichprobe
Damit die Verkaufsdaten der Händler ein repräsentatives Geschäftsbild widerspiegeln, werden die von den Händlern abgegebenen Meldungen gewichtet. Für zur Chartermittlung in Frage kommende Anbieter sind auf Grundlage ihrer Struktur und ihres Volumens bei der GfK erfasst. Das Chart-Panel deckt mittlerweile mehr als 75 % des relevanten Musik-Marktes ab und nähert sich somit einer Vollerhebung. Damit ist die Anwendung eines mehrstufigen Stichprobenverfahrens nicht mehr einhergehend, überproportionale Meldungen müssen jedoch ausgeschlossen werden. Aus diesem Grund ist die Handelsstruktur in aktuell sieben „Händlergruppierungen“ aufgeteilt. Diese Händlergruppierungen setzten sich aus Großkunden sowie einem Zusammenschluss von strukturell gleichartigen Anbietern und Händlern zusammen. Jeder Gruppierungen ist ein Gewichtungsfaktor zugeordnet, dieser orientiert sich am jeweiligen Marktpotenzial und wird in regelmäßigen Abständen überprüft sowie gegebenenfalls angepasst. Der Gewichtungsfaktor wird auf die gemeldeten Absatzwerte der jeweils betroffenen Händlergruppierung nach Produkt angewandt. Eine repräsentative Zusammensetzung der Stichproben soll durch ein rekursives Rechenverfahren gewährleistet werden.

## Qualifikations- und Additionsregeln

### Artikelstamm-Informationen
Mit Ausnahme von indizierten Produkten durch die Bundesprüfstelle für jugendgefährdende Medien (BPjM), werden alle Produkte deren Artikelstammdaten der GfK vorliegen, gewertet.

### Händlerbreite
Für die Charts qualifizieren sich nur diejenigen Produkte, die von mindestens drei Händlergruppierungen nachweislich Verkaufsmeldungen erhalten haben. Als Händlergruppierung gilt nicht nur die Meldung eines einzelnen Handelsunternehmens oder einer einzelnen Verkaufsstelle, sondern auch Großkunden oder Handelsketten beziehungsweise Zusammenfassungen von Handelsunternehmen. Hiermit soll vermieden werden, dass durch unzureichende Repräsentativität hohe Verkaufserlöse bei einer geringen Anzahl von Anbietern ungerechtfertigte Platzierungen erzielt werden.

### Additionsregeln
Die Chartplatzierungen werden in der Regel für jedes Produkt individuell ermittelt. Bei Musikalben werden die technischen Konfigurationen des gleichen Produkts summiert, sei es durch Unterschiede in der Vertriebsform (CD, Download, Stream usw.) oder am Produkt (Extended Version, Liveversion, Remix usw.). Das gilt für Produkte, deren Variationen inhaltlich zu großen Teilen übereinstimmen. Die sogenannte „Titelidentität“ ist gegeben, wenn der Hauptbestandteil mindestens zu 70 % übereinstimmt. Aus diesem Grund werden die Verkäufe vieler Livealben oder Neuauflagen zu denen des vorangegangenen Studioalbums (Basisprodukt) hinzuaddiert. So geschehen bei Unheiligs Große Freiheit aus dem Jahr 2010. Das Album platzierte sich insgesamt 23 Wochen an der Spitze der Albumcharts, was daran liegt, dass das Album nach der Veröffentlichung einer Liveversion und einer „Winter-Edition“ nochmals auf Platz eins stürmte. Durch die Additionsregel feierte Unheilig nur einen Charterfolg mit dem Basisprodukt (Version mit den wenigsten Titeln) Große Freiheit anstatt dreimal zu charten. Ausnahmen von der Additionsregel bestehen, wenn betroffene Vertriebsfirmen für eine getrennte Erfassung plädieren. Die Additionsregel wird auch aufgehoben, wenn der Vertrieb eines Produkts durch eine gerichtliche Verfügung untersagt wurde. Eine Neuauflage muss der erneuten Qualifikation zur Chart-Ermittlungen widerstehen. Produkte, deren Erscheinungsbild und Inhalt obgleich der Titelgleichheit ein eigenständiges Album darstellen, sind von der Additionsfähigkeit ebenfalls ausgenommen. Ausschlaggebend hierfür ist, das nicht mehr als 50 % der Titel bereits auf anderen Musikalben veröffentlicht wurden. Best-of-Alben sowie Livealben sind von dieser Regelung ausgenommen. Während des Produktlebenszyklus darf sich das Erscheinungsbild eines Basisprodukts ändern, ohne dass die Additionsfähigkeit beträchtigt wird.

### Bonusinhalte und Beigaben
Die Produkte können mit Bonusinhalten ergänzt werden (Poster, Sticker, T-Shirts usw.). Daraus wird zunächst kein neues Produkt generiert, diese zusätzlichen Inhalte dienen lediglich der Erweiterung des Angebots, sofern sie bestimmte Punkte berücksichtigen. Die Bonusinhalte dürfen nur der Aufwertung/Ergänzung des eigentlichen Inhaltes dienen und kein eigenständiges Musikprodukt darstellen. Das Ziel hierbei ist, die Chartqualifikation diskriminierungsfrei zu steuern und auszuschließen, dass unmusikalische Hauptbestandteile den Eintritt in die Chartqualifikation ermöglichen. Bonusinhalte wirken sich nicht auf die Chartfähigkeit eines Produktes aus. Bonusmaterialien stellen eine Beigabe dar und müssen überprüft werden, ob der „Wertbestandteil“ vertretbar ist. Die Beigaben dürfen nicht gegen folgende Regularien verstoßen:
1. Es muss sich um ein physisches Musikalbum handeln.
2. Die Beigaben (Merchandise) müssen im Bezug zum Album oder den Künstler stehen (Branding).
3. Bei den Beigaben muss es sich um haptische Wahrnehmung handeln. Nicht zur Chart-Ermittlung qualifiziert sind unter anderem Gewinnspiele, Gutscheine oder Tickets. Qualifiziert dagegen sind nicht käufliche Aktionen wie Meet & Greets oder ein bevorzugter Konzerteinlass.

Bei sogenannten „Medien-Bundles“, die sich aus verschiedenen „Entertainmentgruppen“ (Film, Literatur, Musik usw.) zusammensetzten, müssen sich die Musiklabels oder Vertreiber für eine Zuordnung entscheiden.

### Links
Digitale Produkte können zusätzlich mit Links auf Webangebote verkauft werden, die über bestimmte Adressen und Kennwörter nur den jeweiligen Eigentümern den Zugriff auf Inhalte erlauben. Zurzeit handelt es sich dabei um folgende Varianten:
- Audio-Inhalte (Download/Stream)
- Video-Inhalte (Download/Stream)
- Sonstige Inhalte (Download/Stream)[14]

## Definition und Zuordnung verschiedener Formate

### Artist-Alben
Musikalben können sich in den Album Top 100 oder den Top 30 Compilationcharts platzieren. Produkte gelten in der Regel als Alben, ab einer Mindestgesamtspielzeit von 23 Minuten oder einer Mindestanzahl von fünf Titeln. Produkte mit geringerer Laufzeit platzieren sich in den Single Top 100. Musikalben die nicht mehr als zwei Interpreten beinhalten oder Soundtracks qualifizieren sich für die Top-100-Charts. Soundtrackalben müssen hierbei zu mindestens 50 % aus Titeln bestehen, die in Filmen zu hören sind.
Ab einer Beteiligung von mehr als drei Interpreten, qualifizieren sich Musikalben in der Regel für die Top 30 Compilationcharts. Ausnahme hierbei stellen Veröffentlichungen mit „Projektcharakter“ wie unter anderem Labelsampler (Sampler 4) oder ein öffentliches Konzert (Live 8). Es muss sich hierbei jedoch um eine Erstverwertung handeln, das heißt mindestens 75 % des Inhaltes muss projektspezifisch neu produziert worden sein, Neuaufnahmen oder Remix sind nicht inbegriffen.

### Commercial Downloads/Musikstreaming
Digitale Formen des Musikvertriebs wie Downloads und Streams sind in die Ermittlung der Charts integriert, soweit deren Vertrieb vergleichbar mit deren der physischen vergleichbar ist. Dies trifft vor allem auf sogenannte „Commercial Downloads“ zu, soweit diese individuell erstanden werden. Musikstreamings, die sich zur Chartermittlung qualifizieren, gehen mit einem bestimmten Wert in die Ermittlung ein. Gewertet werden jedoch nur Musikstreamings, die mit einer European Article Number (EAN) des jeweiligen Produkts an die GfK geliefert werden. Pro Album müssen mindestens sechs Titel gestreamt werden, maximal werden die zwölf meistgespielten Titel gewertet. Die beiden Titel mit den meisten Streamingabrufen werden nicht mit ihren tatsächlich abgerufenen Wert berücksichtigt, weil diese bereits einen starken Einfluss bezüglich der Single Top 100 haben. Dieser Tatsache geschuldet, gehen die beiden mit dem Durchschnittswert der folgenden zehn Titel in die Wertung ein. Der Umsatz zur Chartermittlung setzt sich auch folgender Rechnung zusammen: ((Stream-Summe Titel 3–12 × 12) ÷ 10) × Wert pro Titel in €

### Compilations
In die Wertung fallen alle Musikalben, die nicht die Bedingungen der Album Top 100 erfüllen, in der Regel handelt es sich hierbei um sogenannte Kompilationen oder Sampler. Diese zeichnen sich unter anderem dadurch aus, dass sie Titel von mehr als drei Künstlern beinhalten oder es sich um Produktionen für TV-Serien handelt. „DJ-Projekte“, Musikalben die Remix mit fließenden Übergängen beinhalten, fallen ebenfalls unter die Compilations.

### Datenspeichermedien
Der Tatsache geschuldet, dass die deutschen Musikcharts in ihrem Format der Veröffentlichung unabhängig sind, sind auch wieder beschreibbare Datenträger (SD-Karten, USB-Sticks usw.) für die Chartermittlung zugelassen, sofern ihre Speicherkapazität nicht größer als zwei Gigabyte ist. Datenträger die wieder beschreibbar sind, werden als Beigabe entsprechend ihrem materiellen Nutzwert aus Verbrauchersicht bewertet. Wenn durch technische Maßnahmen gewährleistet ist, dass ein Datenträger nicht wieder beschreibbar ist, wird dieser nicht als Beigabe gewertet.

### Videoformate
Die Top-100-Charts beziehen sich auf musikalische Inhalte als Basis, die einerseits im Audioformat sowie andererseits im Videoformat angeboten werden können. Deshalb werden reine Audio-Tonträger, Musikvideos sowie sogenannte „Kombiprodukte“ (Produkte, bei denen Bild-/Tonträger unterschiedlicher Formate/Inhalte zusammen angeboten werden) für die Top-100-Charts zusammengeführt. Bei einem Kombiprodukt „Spielfilmvideo-Musik“ entscheidet die Spielzeit der Filmvideo-Inhalte beziehungsweise Musikinhalte über die Chart-Zuordnung. Beläuft sich die Spieldauer des musikalischen Produktes auf mehr als 50 % der Gesamtspielzeit, qualifiziert es sich für die Musikcharts, andernfalls für die Spielfilm-Charts. Darüber hinaus werden zusätzlich separate Musikvideo-Charts als Genre-Charts publiziert.

## Chartmanipulation
2005 wurden Alben der estnischen Pop-Rock-Girlgroup Vanilla Ninja von den Charts ausgeschlossen, weil der BVMI-Prüfausschuss auf versuchte Manipulation erkannt hatte. Im April 2005 erhärtete sich zunächst der Verdacht auf Chartmanipulation durch ihren Produzenten David Brandes, der laut einem Bericht der Sat.1-Sendung Akte 05/12 gezielt Käufer beauftragt haben soll, seine Produkte in großen Mengen bei einer bekannten Elektronikgroßmarktkette zu erwerben. Durch die massiven Aufkäufe sollte eine künstlich gute Chartplatzierung erreicht werden. Der Bundesverband der Phonographischen Wirtschaft (BPW) und das Marktforschungsunternehmen Media Control entschieden sich aus diesem Grund am 11. April 2005, die Alben Blue Tattoo und Traces of Sadness sowie die Single Blue Tattoo und I Know für drei Monate aus den deutschen Charts auszuschließen. Neben Vanilla Ninja waren auch weitere Singles von Gracia Baur (Run & Hide) und Virus Incorporation (Heaven Is a Place on Earth) betroffen. David Brandes räumte in der Talkshow Johannes B. Kerner vom 19. April 2005 ein, dass es unter anderem von Run & Hide über 2000 Exemplare habe kaufen lassen. Brandes beruft sich darauf, dass dies gang und gäbe in der Branche sei und er seiner Künstlerin einen Wettbewerbsnachteil verschaffen würde, wenn er es nicht getan hätte. Die Zahl von Media Control, wonach er 31.000 CDs erworben haben soll, wies er jedoch zurück. Unmittelbar nach dieser Sendung entschied sich Media Control, die Titel von Brandes für weitere drei Monate aus den Charts zu verbannen. Einen Monat nach Bekanntwerden des Manipulationsversuchs nahm Vanilla Ninja dennoch am Eurovision Song Contest 2005 mit einem von Brandes geschriebenen Titel (Cool Vibes) teil. Kurze Zeit später beendete die Band die Zusammenarbeit mit Brandes.

## Weitere Albumchartsauswertungen

### Aktuelle Chartauswertungen
Top 10 Comedy-Charts
Die Comedy-Charts werden wie die Album Top 100 ermittelt. Gewertet werden alle Produkte die der Programmart Comedy zuzuordnen sind. Hierzu zählen: Programmart 124 „Comedy-Wort“ (Wortanteil über 50 %), Programmart 127 „Comedy Musik“ (Musikanteil mindestens 50 %), Programmart 117 „Kabarett“ und Programmart 651 „Humor, Satire, Kabarett, Comedy“. Die Zuordnung von Produkten für diese Repertoire-Charts erfolgt im Wesentlichen über Repertoire-Einzeichnungen der Firmen bei PHONONET. Eine Platzierung in den Comedy-Charts ist völlig unabhängig von einer Notierung in den Top-100-Charts. Ein Produkt, dessen musikalischer Inhalt 50 % übersteigt, kann sich sowohl in den Album Top 100 als auch in den Repertoire-Charts platzieren. Abweichend von den Album Top 100 gilt eine Mindesthändlerbreite von zwei und nicht von drei Händler-Gruppierungen wie in den Top-100-Charts.
Top 15 deutschsprachige Alben
Die Top 15 deutschsprachige Alben werden wie die Album Top 100 ermittelt. Gewertet werden alle Musikalben mit deutschsprachigen Liedtexten.
Top 20 Hip-Hop-Charts
Die Hip-Hop-Charts werden wie die Album Top 100 ermittelt. Gewertet werden alle Musikalben des Genres Hip-Hop. Die Zuordnung von Produkten zu den verschiedenen Repertoire-Charts erfolgt im Wesentlichen über Repertoire-Einzeichnungen der Firmen bei PHONONET (Programmart 114). Eine Platzierung in den Hip-Hop-Charts ist völlig unabhängig von einer Notierung in den Top-100-Charts. Ein Produkt kann sich also sowohl in den Album Top 100 als auch in den Repertoire-Charts platzieren. Abweichend von den Album Top 100 gilt eine Mindesthändlerbreite von zwei und nicht von drei Händlergruppierungen wie in den Top-100-Charts.
Top 20 Popcharts
Die Popcharts werden wie die Album Top 100 ermittelt. Gewertet werden alle Musikalben des Genres Popmusik. Die Zuordnung von Produkten zu den verschiedenen Repertoire-Charts erfolgt im Wesentlichen über Repertoire-Einzeichnungen der Firmen bei PHONONET (u. a. Programmarten 102, 104, 118, 180, 187 oder 192). Eine Platzierung in den Popcharts ist völlig unabhängig von einer Notierung in den Top-100-Charts. Ein Produkt kann sich also sowohl in den Album Top 100 als auch in den Repertoire-Charts platzieren. Abweichend von den Album Top 100 gilt eine Mindesthändlerbreite von zwei und nicht von drei Händlergruppierungen wie in den Top-100-Charts.
Top 20 Rock-/Metalcharts
Die Rock- und Metalcharts werden wie die Album Top 100 ermittelt. Gewertet werden alle Musikalben des Genres Rockmusik. Die Zuordnung von Produkten zu den verschiedenen Repertoire-Charts erfolgt im Wesentlichen über Repertoire-Einzeichnungen der Firmen bei PHONONET (u. a. Programmarten 101, 105, 106, 128, 181 oder 188). Eine Platzierung in den Rock- und Metalcharts ist völlig unabhängig von einer Notierung in den Top-100-Charts. Ein Produkt kann sich also sowohl in den Album Top 100 als auch in den Repertoire-Charts platzieren. Abweichend von den Album Top 100 gilt eine Mindesthändlerbreite von zwei und nicht von drei Händlergruppierungen wie in den Top-100-Charts.
Top 20 Vinylcharts
Die Vinylcharts werden wie die Album Top 100 ermittelt. Gewertet werden alle Musikalben die in Form einer Vinylschallplatte veröffentlicht werden. Eine Platzierung in den Vinylcharts ist völlig unabhängig von einer Notierung in den Top-100-Charts. Ein Produkt kann sich also sowohl in den Album Top 100 als auch in den Repertoire-Charts platzieren.
Top 20 Jazzcharts
Die Jazzcharts werden wie die Album Top 100 ermittelt. Gewertet werden alle Musikalben des Genres Jazz. Die Zuordnung von Produkten zu den verschiedenen Repertoire-Charts erfolgt im Wesentlichen über Repertoire-Einzeichnungen der Firmen bei PHONONET. Eine Platzierung in den Jazzcharts ist völlig unabhängig von einer Notierung in den Top-100-Charts. Ein Produkt kann sich also sowohl in den Album Top 100 als auch in den Repertoire-Charts platzieren. Abweichend von den Album Top 100 gilt eine Mindesthändlerbreite von zwei und nicht von drei Händler-Gruppierungen wie in den Top-100-Charts.
Top 20 Klassik-Charts
Die Klassik-Charts werden wie die Album Top 100 ermittelt. Gewertet werden alle Musikalben des Genres Klassik. Die Zuordnung von Produkten zu den verschiedenen Repertoire-Charts erfolgt im Wesentlichen über Repertoire-Einzeichnungen der Firmen bei PHONONET. Eine Platzierung in den Klassik-Charts ist völlig unabhängig von einer Notierung in den Top-100-Charts. Ein Produkt kann sich also sowohl in den Album Top 100 als auch in den Repertoire-Charts platzieren. Abweichend von den Album Top 100 gilt eine Mindesthändlerbreite von zwei und nicht von drei Händler-Gruppierungen wie in den Top-100-Charts. Einzigartig kommt in dieser Hitparade eine sogenannte „Bereinigungsregeln“ zum Einsatz. Das bedeutet, dass die Klassik-Charts um diejenigen Produkte bereinigt werden, welche nach mindestens dreimaliger Positionierung, frühestens aber bei der zweiten und dritten Positionierung in Folge die schlechter als Position 15 ist. Nachdem sich ein Klassikalbum sechs Mal in der Hitparade platziert hat, fällt die Bereinigungsgrenze soweit dahingehend, dass Albnen bereinigt werden, die frühestens bei der fünften und sechsten Notierung hintereinander schlechter als Position zehn platziert waren. Schied ein Album aus den Klassik-Charts aus, können diese ab dem Folgemonat wieder einsteigen, wenn sie mindestens den sechsten Rang erreichten, andernfalls bleibt ein Wiedereinstieg verwehrt. Für Wiedereinsteiger beginnt die Berechnung der Wochenanzahl im Rahmen der Bereinigungsvorschriften von neuem.
Top 20 Musikvideo-Charts
Die Musikvideo-Charts werden wie die Album Top 100 ermittelt. Gewertet werden alle Videoalben die als „originäre Musikvideos“ in Formaten wie Blu-Ray, DVD oder VHS gekennzeichnet sind. Die Zuordnung von Produkten für diese Repertoire-Charts erfolgt im Wesentlichen über Repertoire-Einzeichnungen der Firmen bei PHONONET. Eine Platzierung in den Musikvideo-Charts ist völlig unabhängig von einer Notierung in den Top-100-Charts. Ein Produkt, dessen musikalischer Inhalt 50 % übersteigt, kann sich also sowohl in den Album Top 100 als auch in den Repertoire-Charts platzieren. Abweichend von den Album Top 100 gilt eine Mindesthändlerbreite von zwei und nicht von drei Händler-Gruppierungen wie in den Top-100-Charts.
Top 50 Schlager Albumcharts
Die Schlager Top 20 werden wie die Album Top 100 ermittelt. Die Hitparade erscheint in wöchentlicher Auswertung. Gewertet werden alle Musikalben des Genres Schlager. Die Zuordnung von Produkten zu den verschiedenen Repertoire-Charts erfolgt im Wesentlichen über Repertoire-Einzeichnungen der Firmen bei PHONONET. Eine Platzierung in den Schlagercharts ist völlig unabhängig von einer Notierung in den Top-100-Charts. Ein Produkt kann sich also sowohl in den Album Top 100 als auch in den Repertoire-Charts platzieren. Die Zuordnung von Produkten zu den verschiedenen Repertoire-Charts erfolgt im Wesentlichen über Repertoire-Einzeichnungen der Firmen bei PHONONET. Abweichend von den Album Top 100 gilt eine Mindesthändlerbreite von zwei und nicht von drei Händler-Gruppierungen wie in den Top-100-Charts.
Top 50 Schlager Albumcharts
Die Schlager Top 50 werden wie die Album Top 100 ermittelt. Die Hitparade erscheint in monatlicher Auswertung. Gewertet werden alle Musikalben des Genres Schlager. Die Zuordnung von Produkten zu den verschiedenen Repertoire-Charts erfolgt im Wesentlichen über Repertoire-Einzeichnungen der Firmen bei PHONONET. Eine Platzierung in den Schlagercharts ist völlig unabhängig von einer Notierung in den Top-100-Charts. Ein Produkt kann sich also sowohl in den Album Top 100 als auch in den Repertoire-Charts platzieren. Die Zuordnung von Produkten zu den verschiedenen Repertoire-Charts erfolgt im Wesentlichen über Repertoire-Einzeichnungen der Firmen bei PHONONET. Abweichend von den Album Top 100 gilt eine Mindesthändlerbreite von zwei und nicht von drei Händler-Gruppierungen wie in den Top-100-Charts.
Top 100 Album-Jahrescharts
Die Jahrescharts werden wie die Single Top 100 jährlich ermittelt. Nach Ende eines jeden Jahres wird aus den Verkäufen (und seit einigen Jahren auch den Download- und Streamingäquivalenten) der vergangenen zwölf Monate eine Gesamtauswertung erstellt. Der Chartermittler veröffentlicht diese Jahrescharts jeweils zu Beginn des neuen Jahres. Für Alben liegen diese Chartlisten seit 1978 vor. Seit 2018 orientiert sich die Publizierung nicht mehr nach dem Kalenderjahr. Die Jahrescharts werden seitdem bereits Anfang Dezember bekanntgegeben.
Top 100 Download Album-Charts
Die Download-Charts werden wie die Album Top 100 ermittelt. Abweichend von den Album Top 100 gilt eine Mindesthändlerbreite von zwei und nicht von drei Händler-Gruppierungen wie in den Top-100-Charts. Eine Abmeldung einzelner Titel ist nicht möglich.
Top 100 Midweek-Albumcharts
Die Midweekcharts werden wie die Album Top 100 von Freitag bis Montag ermittelt. Der Tatsache geschuldet, dass Händler verspätet ihre Meldungen liefern, kann die Datenbasis leicht von denen der Top-100-Charts abweichen.
Top 100 Streaming Album-Charts
Im Gegensatz zu den Album Top 100 fließen in die Streaming-Charts ebenfalls werbefinanzierte Streams ein. Wie zur Ermittlung der Albumcharts fließen Streams ab einer Mindesthördauer von 31 Sekunden in die Wertung mit ein. Die Streaming-Charts werden stückbasiert, also nach ihrer Anzahl und nicht wertbasiert wie die Albumcharts ermittelt. Abweichend von den Album Top 100 gilt eine Mindesthändlerbreite von zwei und nicht von drei Händlergruppierungen wie in den Top-100-Charts. Eine Abmeldung einzelner Titel ist nicht möglich.
Top 150 Daily-Trend-Charts (Alben)
Die Daily-Trend-Charts werden mit Ausnahme des Sonntages wie die Album Top 100 täglich ermittelt. Der Tatsache geschuldet, dass Händler verspätet ihre Meldungen liefern, kann die Datenbasis leicht von denen der Top-100-Charts abweichen. Die Ermittlungen erfolgen täglich für den jeweils vorangegangenen Tag. Da Streaming-Anbieter ihre Meldungen momentan noch verspätet abliefern, sind diese mit einer Verzögerung von einem Tag in den Daily-Trend-Charts enthalten.

### Ehemalige Chartauswertungen
Top 20 Independentcharts
Die Independentcharts wurden wie die Album Top 100 ermittelt. In dieser Chartliste wurden nur Alben von Musikern berücksichtigt, die durch unabhängige Musiklabels, den sogenannten Independent-Labels, veröffentlicht wurden. Eine Platzierung in den Independentcharts war völlig unabhängig von einer Notierung in den Top-100-Charts. Ein Produkt konnte sich also sowohl in den Album Top 100 als auch in den Independentcharts platzieren.
Top 20 Independent-Distributorcharts
Die Independent-Distributorcharts wurden wie die Album Top 100 ermittelt. In dieser Chartliste wurden nur Alben von Musikern berücksichtigt, die durch unabhängige Musiklabels veröffentlicht und vertrieben wurden. Eine Platzierung in den Independent-Distributorcharts war völlig unabhängig von einer Notierung in den Top-100-Charts. Ein Produkt konnte sich also sowohl in den Album Top 100 als auch in den Independent-Distributorcharts platzieren.
Top 20 Independent-Newcomercharts
Die Independent-Newcomercharts wurden wie die Album Top 100 ermittelt. In dieser Chartliste wurden nur Alben von Musikern berücksichtigt, die durch unabhängige Musiklabels veröffentlicht wurden und sich nicht öfters als zweimal in den Albumcharts platzierten. Eine Platzierung in den Independent-Newcomercharts war völlig unabhängig von einer Notierung in den Top-100-Charts. Ein Produkt konnte sich also sowohl in den Album Top 100 als auch in den Independent-Newcomercharts platzieren.
Top 100 Newcomercharts
Die Newcomercharts wurden wie die Album Top 100 ermittelt. Gewertet wurden alle Musikalben von Künstlern, die zuvor niemals in den Album Top 100 oder den Newcomercharts platziert waren. Eine Platzierung in den Newcomercharts war völlig unabhängig von einer Notierung in den Top-100-Charts. Ein Produkt konnte sich also sowohl in den Album Top 100 als auch in den Newcomercharts platzieren.

## Nummer 1 Award
Nach dem Abbild der Official Charts Company, welche die Britischen Musikcharts erstellt, führte die GfK in Zusammenarbeit mit dem Bundesverband Musikindustrie als weitere Marketingmaßnahme einen sogenannten Nummer 1 Award ein. Dieser wird seit dem Frühjahr 2016 für die Offiziellen Deutschen Album-Charts und seit Ende 2017 auch für die Offiziellen Deutschen Single-Charts vergeben. Den ersten Album-Award erhielt Andrea Berg für ihren Nummer-eins-Erfolg Seelenbeben am 16. April 2016. Seine Premiere feierte der Preis während der von Florian Silbereisen moderierten ARD-Show Das große Schlagerfest – Die überraschende Show der Besten mit Florian Silbereisen. Der Preis wurde durch den GfK-Geschäftsführer Mathias Giloth überreicht. Es spielt keine Rolle, ob ein Werk direkt auf Platz eins einsteigt oder von einer niedrigeren Position aus nach oben klettert. Seit 2018 wird auch ein Album-Jahresaward verliehen, dieser geht an den Spitzenreiter der Albumjahrescharts eines jeden Jahres. Der erste Album-Jahresaward ging an Helene Fischer und ihr selbst betiteltes Studioalbum Helene Fischer.

## Besonderheiten und besondere Erfolge in der Chartgeschichte

### Charterfolge

#### Dauerbrenner
Das Album Die 30 besten Spiel- und Bewegungslieder von Simone Sommerland, Karsten Glück und die Kita-Frösche konnte sich in der Chartwoche vom 19. März 2021 zum 358. Mal in den Albumcharts platzieren. Kein anderes Album zuvor konnte sich so lang in den Albumcharts halten. Das Musikprojekt brach damit den Rekord von Helene Fischer, die sich mit ihrem Album Best of Helene Fischer 357 Wochen in den Albumcharts platzieren konnte. Das Album Die 30 besten Spiel- und Bewegungslieder ist auch das erste Album, das sich 400 Wochen (Chartwoche vom 15. April 2022) und 500 Wochen (Chartwoche vom 16. August 2024) in den Charts platzierte.

#### Weitere Erfolge
- James Last konnte die meisten Alben in den deutschen Albumcharts platzieren. Zwischen 1965 und 2009 erreichten insgesamt 110 seiner Alben die Hitliste, von denen sich 13 Alben an der Chartspitze platzieren konnten.[30]
- Kurz nach seinem Tod am 25. Juni 2009 stand Michael Jackson mit den Alben King of Pop und Thriller an der Spitze der deutschen Albumcharts. In den Top 10 folgten mit Number Ones (#7) und Bad (#9) zwei weitere Jackson-Alben.[31] Insgesamt platzierten sich zunächst neun Alben in den Top 100, in den folgenden Wochen waren sogar vierzehn seiner Alben in den deutschen Albumcharts vertreten. Dabei belegten in der Chartwoche vom 17. Juli 2009 sechs Alben von Jackson die ersten sechs Plätze, zwei weitere Alben landeten auf den Plätzen acht und neun.[32]
- Das Musicalalbum My Fair Lady – Deutsche Originalaufnahme, zur deutschsprachigen Aufführung von My Fair Lady, platzierte sich in den Jahren 1963 bis 1965 dreimal in Folge an der Spitze der Jahrescharts. Darüber hinaus erreichte das Album im Jahr 1966 den zweiten Rang.
- In den Jahren 1968 und 1969 belegte Heintje mit seinem gleichnamigen Debütalbum jeweils die Chartspitze der Album-Jahrescharts.
- Die Beatles platzierten sich 1974 und 1975 zweimal in Folge mit dem Album 1962–1966 an der Jahreschartspitze.
- Helene Fischer erreichte mit dem Album Farbenspiel in den Jahren 2013 und 2014 Platz eins der Jahrescharts. Mit dem nach ihr selbst benannten Studioalbum Helene Fischer, das in den Jahren 2017 und 2018 Platz eins der Jahrescharts belegte, konnte die Sängerin dies wiederholen.[33][34]
- In der Chartwoche vom 1. November 2019 schafften es 37 Neueinsteiger in die Albumcharts, was einen neuen Rekord darstellte. Acht Alben stiegen in den Top 10 ein.[35] Der vorherige Rekord wurde am 5. Oktober 2018 aufgestellt, als sich 36 Neueinsteiger in den Albumcharts platzierten. Davor wurde der Höchstwert mit 31 Neueinsteigern im September 2015 erreicht.[36]

## Kritik
- 2009 kritisierte Edgar Berger, zum damaligen Zeitpunkt Deutschland-Chef von Sony Music, das Verständnis sowie die Zusammensetzung der deutschen Musikcharts:

„Die Charts kann keiner mehr verstehen. Ich fordere eine Entrümpelung und Neugestaltung. Sonst muss man sich die Sinnfrage stellen. Packt man ein T-Shirt dazu oder macht eine Sonderedition, erhöht das den Verkaufspreis und lässt die Platte im Ranking nach oben steigen. Es macht doch keinen Sinn, dass nicht die tatsächlich verkaufte Stückzahl interessiert, sondern der Preis entscheidend ist.“

- Im gleichen Jahr kritisiert Tim Renner, ehemaliger Geschäftsführer von Universal Music Deutschland, das Prinzip: „Charts sind heute völlig irrelevant. Die Musikindustrie rennt einem Mechanismus hinterher, der dem Markt nicht mehr entspricht.“[37]